# Appleby (Texas)
Appleby é uma cidade localizada no estado norte-americano de Texas, no Condado de Nacogdoches.

## Demografia
Segundo o censo norte-americano de 2000, a sua população era de 444 habitantes. 
Em 2006, foi estimada uma população de 451, um aumento de 7 (1.6%).

## Geografia
De acordo com o United States Census Bureau tem uma área de 
5,6 km², dos quais 5,6 km² cobertos por terra e 0,0 km² cobertos por água. Appleby localiza-se a aproximadamente 108 m acima do nível do mar.

## Localidades na vizinhança
O diagrama seguinte representa as localidades num raio de 32 km ao redor de Appleby. 